# 肝付久兼
肝付 久兼（きもつき ひさかね）は、江戸時代前期から中期にかけての薩摩藩士。喜入肝付氏4代当主。
喜入肝付氏は肝付氏12代・肝付兼忠の三男・兼光を祖とする庶流。
寛永18年（1641年）、肝付兼屋の子として生まれる。慶安3年（1650年）、喜入の屋敷を訪問した藩主・島津光久の面前で元服する。家久の外孫であることから、「久」の字を賜り「久兼」と名乗る。寛文7年（1667年）、大目付となる。
寛文10年（1670年）、家老となる。同年、末吉地頭職となる。延宝8年（1680年）、谷山地頭職。天和2年（1682年）、出水地頭職。天和3年（1683年）、藩主・綱貴に従い江戸に下向し、江戸城で将軍・徳川綱吉に拝謁する。貞享4年（1687年）、綱貴に従い、将軍綱吉に拝謁する。元禄8年（1695年）、高岡地頭職。
宝永4年（1707年）、病を理由に職を辞し、隠居して家督を子・兼柄に譲る。
宝永6年（1709年）2月8日没。享年69。